# Pettalus brevicauda
Pettalus brevicauda is een hooiwagen uit de familie Pettalidae.